# 索尼影視娛樂
索尼影業（英語：Sony Pictures Entertainment Inc.），是一家影视制作和发行的美国傳媒娱乐公司。它是美國電影協會成员，美国五大电影公司之一，也是仅次于华特迪士尼公司、康卡斯特集团、華納兄弟探索、派拉蒙全球後全球第五高的娛樂公司。

## 簡史

### 哥倫比亞時期
開始於1924年的哥倫比亞廣播公司電影事業部門旗下共有哥倫比亞影業、三星影業及幕寶電影公司三家公司，與哥倫比亞唱片同隸屬於CBS影視集團，是美國一家歷史相當悠久的電影公司。

### 索尼時期

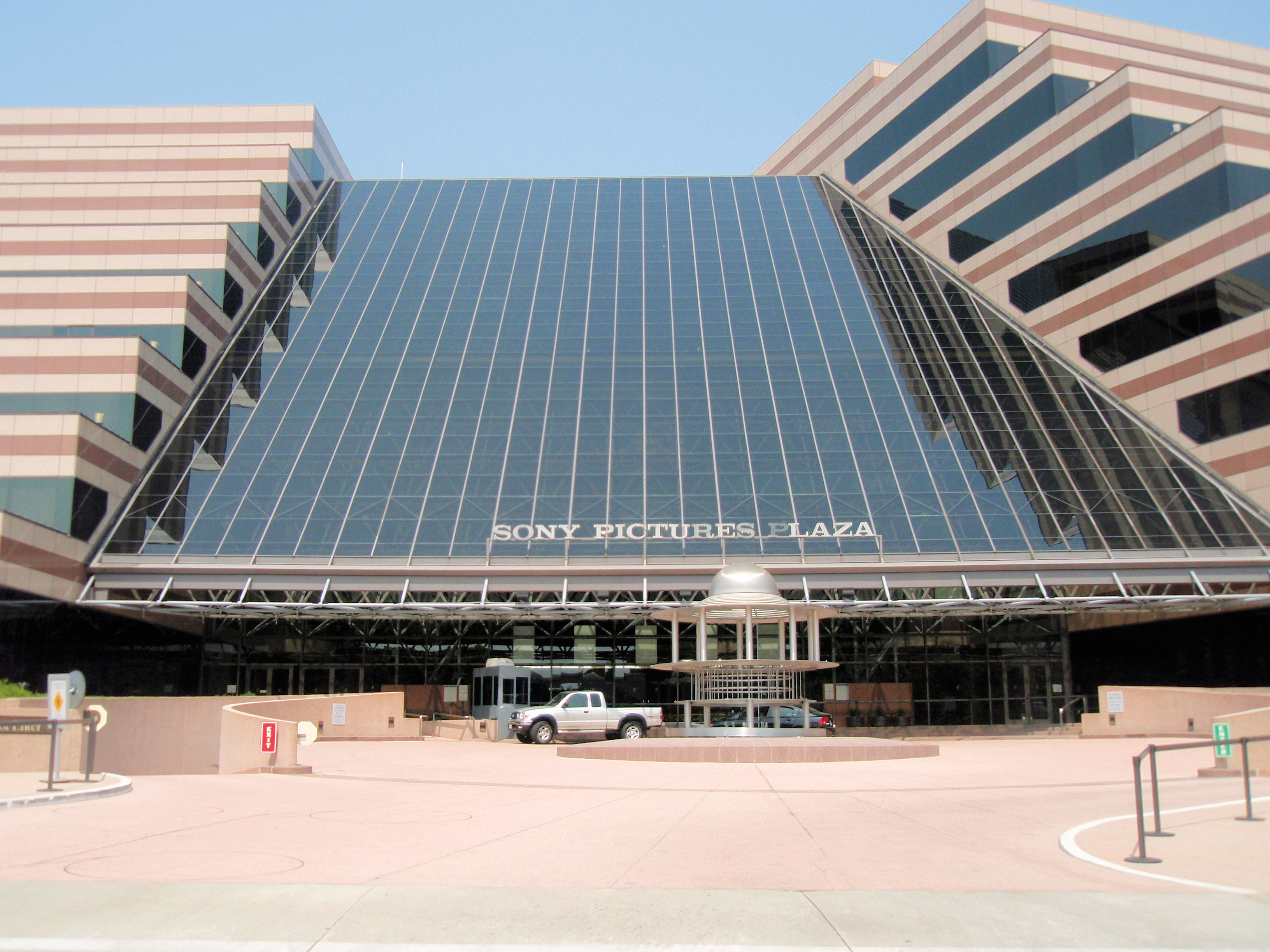
索尼影視娛樂的總部——索尼影視廣場（Sony Pictures Plaza）

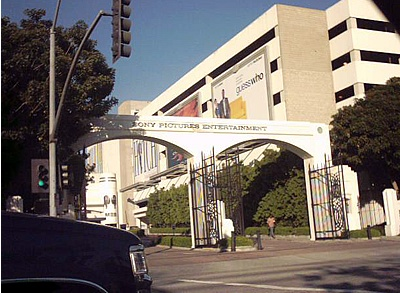
索尼影視娛樂制片厂大門

1989年9月25日，索尼在董事長盛田昭夫的主導下陸續併購了哥倫比亞廣播公司的電影與音樂部門，哥倫比亞影業、三星影業等成為索尼影視娛樂的子公司。这起收购与三菱集團買下的紐約市地標洛克菲勒中心一起创下当时日本最大的兩宗海外并购案，被一些美國人視為「日本正在買下美國」（Japan buying up America）。
1980年代末期，日本開始爆發泡沫經濟危機；而索尼影視娛樂也因為票房不佳而從此慘賠數年，成為當時索尼獲利的主要障礙。直到1997年，霍华德·斯金格主導改革，索尼影視娛樂逐漸獲利；《蜘蛛人》於2002年上映並賣座後，電影事業終於翻身成為索尼主要的獲利支柱。
2005年4月8日，由索尼牽頭的財團共同出資48億美元收購米高梅電影公司，索尼佔股20%，其電影事業部門進一步擴大。
2019年12月11日索尼影業子公司索尼影業電視(Sony Pictures Television，SPT)以1.95億美元（213億日圓）收購美國的影視製作公司Silvergate Media

## 遭駭客攻击
2014年11月24日，駭客组织“和平卫士”（Guardians of Peace）公布索尼影业员工电邮，涉及公司高管薪酬和索尼非发行电影拷贝等内容。尽管美国情报官员认为该网络攻击获得北韓政府资助，但就北韩是否得益于有公司电脑系统知识的索尼影业内部员工的问题仍存在分歧。
尽管駭客的动机尚未透露，但行动与即将上映的电影《采访》有关：此片描绘了一起针对北韓最高领导人金正恩的暗杀行动。駭客扬言一旦该片发行，就会发动恐怖主义行动。但本片最終還是在2014年聖誕節如期發行。

## 子公司
- 哥倫比亞影業公司
- 三星電影公司
- 索尼經典影片
- AXN
- Animax
- 索尼影视电视公司
- 台灣索尼影業
- EMI
- Gracenote
- J唱片公司
- 哥伦比亚唱片
- RCA唱片
- 索尼/聯合電視音樂出版
- Aniplex
- TET Corporation
- A24 Studio

## 外部連結
- 索尼影视娱乐美国网站 （页面存档备份，存于）
- 索尼影视娱乐全球网站入口 （页面存档备份，存于）
- 索尼影業台灣 （页面存档备份，存于） - YouTube
- 索尼影業香港 （页面存档备份，存于） - YouTube
- 索尼影视博物馆